# Bourg-d'Oueil (station)
La station de Bourg-d'Oueil est une des plus petites stations de ski alpin des Pyrénées, située à quinze kilomètres de Bagnères-de-Luchon, dans le département de la Haute-Garonne, en région Occitanie.
C'est une station associative gérée par des bénévoles,.

## Géographie
La station se trouve sur le territoire de la commune de Bourg-d'Oueil (Haute-Garonne, Occitanie), à la sortie sud-ouest du village, dans la vallée d'Oueil. Elle est située à une altitude de 1 354 mètres, surplombée par le Cap de la Lit (1 970 m) et par la forêt domaniale de Bourg d'Oueil.

## Histoire
Les premières activités de ski à Bourg-d'Oueil datent de 1950.
Les téléskis sont installés entre 1966 et 1977.